# Dolnoreglowy bór jodłowo-świerkowy
Dolnoreglowy bór jodłowo-świerkowy (Abieti-Piceetum (Szaf., Pawł. et Kulcz. 1923 em. J. Mat. 1978) – zespół leśny regla dolnego występujący w Karpatach i Sudetach na ubogim podłożu w siedliskach chłodnych.
Drzewostan buduje jodła pospolita (Abies alba) i świerk pospolity (Picea abies) z domieszką buka zwyczajnego (Fagus sylvatica) i klonu jaworu (Acer pseudoplatanus).

## Gatunki charakterystyczne i wyróżniające
Gatunki charakterystyczne i wyróżniające zespołu to: podrzeń żebrowiec (Blechnum spicant), podbiałek alpejski (Homogyne alpina), płaszczeniec falisty (Plagiothecium undulatum), fałdownik rzemienny (Rhytidiadelphus loreus), jodła pospolita (Abies alba), buk pospolity (Fagus sylvatica) i jastrzębiec leśny (Hieracium murorum).
Gatunkiem wyróżniającym podzwiązku Vaccinio-Abietenion jest (oprócz niektórych już wymienionych) wietlica samicza (Athyrium filix-femina).
Gatunki charakterystyczne i wyróżniające związku Piceion abietis to (oprócz niektórych już wymienionych): Barbilophozia floerkei, żłobik koralowy (Corallorhiza trifida), przytulia okrągłolistna (Galium rotundifolium), Hieracium transsylvanicum, leśniak cienisty (Hylocomiastrum umbratum), listera sercowata (Listera cordata), kosmatka żółtawa (Luzula luzulina), merzyk ciernisty (Mnium spinosum), gruszycznik jednokwiatowy (Moneses uniflora), świerk pospolity (Picea abies), płaszczeniec falisty (Plagiothecium undulatum), fałdownik rzemienny (Rhytidiadelphus loreus), torfowiec Girgensohna (Sphagnum girgensohnii), gwiazdnica długolistna (Stellaria longifolia), nerecznica szerokolistna (Dryopteris dilatata), wroniec widlasty (Huperzia selago) i kosmatka olbrzymia (Luzula sylvatica).
Gatunki charakterystyczne rzędu Vaccinio-Piceetalia to: bagiennik widłakowy (Barbilophozia lycopodioides), Bazzania trilobata, widłoząb okazały (Dicranum majus), tajęża jednostronna (Goodyera repens), zimoziół północny (Linnaea borealis), widłak jałowcowaty (Lycopodium annotinum), pszeniec leśny (Melampyrum sylvaticum) i gruszynka jednostronna (Orthilia secunda).

## Ochrona
Dolnoreglowy bór jodłowo-świerkowy chroniony jest w Babiogórskim Parku Narodowym, Gorczańskim Parku Narodowym, Tatrzańskim Parku Narodowym i Karkonoskim Parku Narodowym oraz w niektórych rezerwatach przyrody. Dodatkowo, zespół jest objęty ochroną jako siedlisko przyrodnicze na mocy załącznika I dyrektywy siedliskowej (kod 9410-3) w obszarach Natura 2000.